# Andrij Ivanovics Szibiha
Andrij Ivanovics Szibiha (ukránul: Андрій Іванович Сибіга; Zboriv, 1975. február 1. –) ukrán diplomata és jogász, aki az Ukrán Elnöki Hivatal helyettes vezetője lett, és 2024. szeptember 5. óta Ukrajna külügyminisztere.

## Fiatalkora
Andrij Szibiga Zborivban, a Ternopili területen született. 1997-ben végzett a Ivan Franko Lvivi Nemzeti Egyetemen, nemzetközi kapcsolatok szakirányon. Folyékonyan beszél angolul és lengyelül.

## Pályafutása
2008 és 2012 között Ukrajna Lengyelországban működő nagykövetségén tanácsos-követként dolgozott. 2012 és 2016 között az ukrán külügyminisztérium Konzuli Szolgálati Főosztályának igazgatója volt.
2016. augusztus 23-án Ukrajna rendkívüli és meghatalmazott nagykövetévé nevezték ki Törökországba. 2021. május 19-én Volodimir Zelenszkij elnök rendeletével felmentették tisztségéből.
2017. május 31-én az Ukrán Elnöki Hivatal helyettes vezetőjévé nevezték ki.
Az orosz invázió 2022-es kezdetekor Szibiga az elsők között jelentette be Ukrajna hivatalos csatlakozási kérelmét az Európai Unióhoz. 2024 szeptemberében, Dmitro Kuleba külügyminiszter lemondását követően Zelenszkij elnök őt nevezte ki utódjául. Megbízatását a Legfelsőbb Tanács 258 támogató szavazattal hagyta jóvá.

## Kitüntetések
- Ukrán Érdemrend, III. fokozat (2020. augusztus 21.) — az államépítéshez, Ukrajna társadalmi-gazdasági, tudományos-technikai, kulturális és oktatási fejlődéséhez való jelentős személyes hozzájárulásért, kiemelkedő munkateljesítményéért és magas szintű szakmaiságáért.[6]
- Ukrán Érdemrend, II. fokozat (2021. december 22.) — Ukrajna nemzetközi együttműködésének erősítéséhez való jelentős személyes hozzájárulásért, sokéves eredményes diplomáciai tevékenységéért és magas szintű szakmaiságáért.[7]

## Fordítás
Ez a szócikk részben vagy egészben  az   Andrii Sybiha című angol Wikipédia-szócikk ezen változatának fordításán alapul.  Az eredeti cikk szerkesztőit annak laptörténete sorolja fel. Ez a jelzés csupán a megfogalmazás eredetét és a szerzői jogokat jelzi, nem szolgál a cikkben szereplő információk forrásmegjelöléseként.